# Représentations diplomatiques de la Transnistrie (État)
Cet article répertorie les représentations diplomatiques de Transnistrie. 
La Transnistrie est un État à reconnaissance limitée, qui s'est séparé de la Moldavie après la guerre de Transnistrie en 1992. La Transnistrie n'est reconnu par aucun État membre de l'ONU. Elle n'est reconnue comme État indépendant que par l'Abkhazie, le Haut-Karabakh et l'Ossétie du Sud. À l'heure actuelle, la Transnistrie dispose de trois bureaux de représentation à l'étranger.

## Europe
- Abkhazie
  - Soukhoumi (bureau de représentation)
- Ossétie du Sud-Alanie
  - Tskhinvali (bureau de représentation)[1]
- Russie
  - Moscou (bureau diplomatique officiel)[2]